# Horsburgh Island
Horsburgh Island est un atoll situé au nord de l'archipel des Keeling du Sud, une des composantes des îles Cocos. Il y a une lagune à l'intérieur de l'île, au nord-est.

## Étymologie
Le nom de l'île a été attribué en 1805 par l'hydrographe James Horsburgh, qui a décidé de nommer une des îles après son nom de famille.

## Histoire
Lors de la Seconde Guerre mondiale, en 1941, des batteries furent installées au sud de l'île.